# Eurata kohleri
Eurata kohleri är en fjärilsart som beskrevs av Orfila 1931. Eurata kohleri ingår i släktet Eurata och familjen björnspinnare. Inga underarter finns listade i Catalogue of Life.